# Lingwood
Lingwood – wieś w Anglii, w Norfolk. W 2001 miejscowość liczyła 2374 mieszkańców.
W 1931 roku civil parish liczyła 568 mieszkańców.